# Eelco Napjus
Eelco Napjus (Sneek, 2 november 1728  - aldaar, 2 september 1803) was majoor en executeur van de stad Sneek en een van de bekendste geschiedschrijvers van deze stad.

## Privé
Napjus was de zoon van Pieter Eelckes Napjus en Trijntie Sjoerds Nauta. Hij werd gedoopt op 21 november 1728. Hij huwde op 1 juni 1749 met Juliana Spyxma. Samen hadden zij één zoon: Leonardus. Na haar overlijden hertrouwde hij in 1765 met Joukje Hayes IJlst. Napjus werd begraven op 3 september 1803.

## Kroniek van Napjus
In 1772 heeft Napjus de geschiedenis van Sneek beschreven. Dit werk staat bekend als de Kroniek van Napjus. Het stuk is zakelijk en kort van stof over een grote verscheidenheid van onderwerpen, maar geeft hierdoor een goed beeld van de historie van de Friese stad. De kroniek kent een aantal lofdichten aan het adres van de schrijver. Deze zijn hem bij de verschijning van de kroniek gewijd en zijn onder meer geschreven door zijn zoon Leonardus.

## Vernoeming
In Sneek is de Napjusstraat in de wijk Noorderhoek I naar hem vernoemd.